# Оранжевая альтернатива

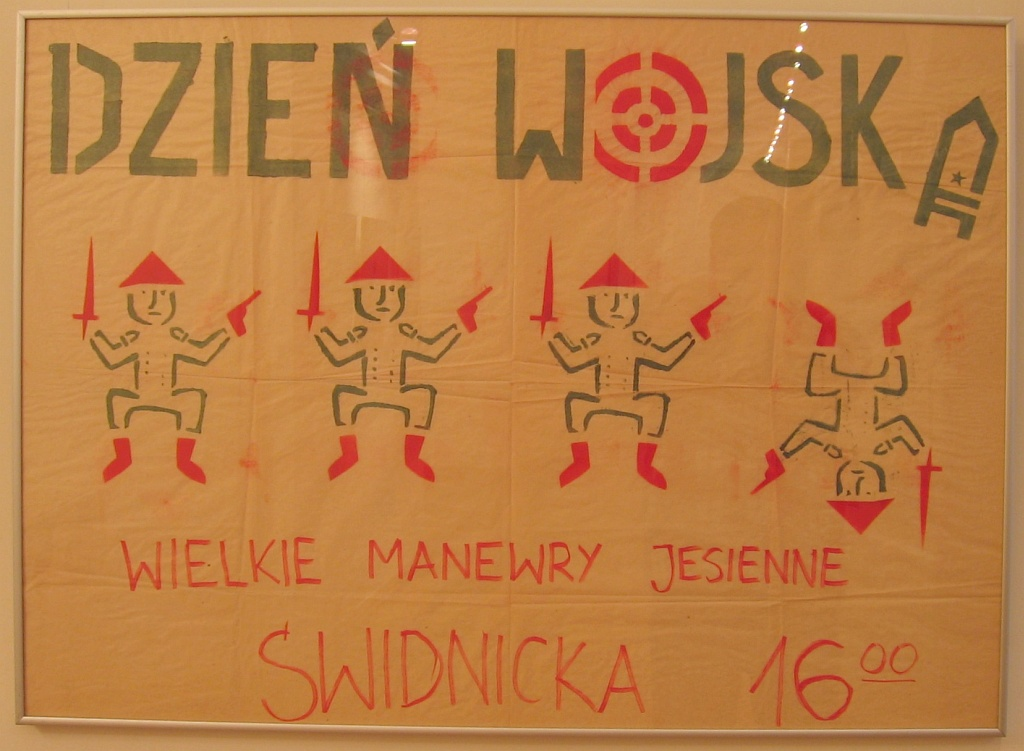
Плакат Оранжевой альтернативы «День армии», 12 октября 1988 года

Оранжевая альтернатива (пол. Pomarańczowa Alternatywa) — антикоммунистическая подпольная группа, а позднее хэппенинговое движение, действовавшая в нескольких городах Польши, главным образом во Вроцлаве, в 1980-х годах. Была организована польским художником Вальдемаром «Майором» Фидрихом во Вроцлаве в 1983 году.
Хотя многое из символики (оранжевый цвет, гномы) было позаимствовано у голландских контркультурных и анархистских движений «Прово» и «кабутеры», действовавших в 1960-х годах, большинство исследователей признавали Оранжевую альтернативу движением самобытным и креативным.
Название происходило от повсеместного в то время политизирования жизни и навязчивого украшения общественных помещений и улиц городов красными флагами и полотнищами. Осознание необходимости существования альтернативы для той красной действительности, пусть даже оранжевого цвета, закрепило в умах тогдашнего польского общества убеждение, что должна существовать какая-нибудь альтернатива лицемерию ПОРП.
Цель акций Оранжевой альтернативы (вроде демонстрации гномов на Свидницкой) — выставить напоказ абсурдность привязанности коммунистических властей к помпезным празднованиям той или иной даты, показать пустоту их лозунгов и идиотизм административных правил. «Наша задача, — пояснял Майор в интервью подпольному бюллетеню „Школа“, — разрушать стереотипы. Это могут быть нормы поведения или клише в искусстве. Страх — это определённая норма, тупость — это определённая норма…»
Помимо родного Вроцлава, Оранжевая альтернатива была наиболее активна в Лодзи и в Варшаве. В других странах также возникали подобные организации, подражавшие ей, например в Чехословакии.

## Истоки
С инициативой создания Оранжевой альтернативы в начале 1980-х выступили лица, связанные с вроцлавской оппозицией (например, со Студенческим комитетом «Солидарности», движением «Новой культуры»), происходившей зачастую из движения хиппи. Особую роль сыграл здесь уроженец Торуня Вальдемар Фидрих, взявший на себя роль лидера группы. С этой целью он, помимо своего прозвища «Майор», принял шуточный титул «Коменданта крепости Вроцлав», установив тем самым связь с многовековой историей города, который чуть ли ни во все прокатившиеся на его веку войны провозглашался городом-крепостью (в последний раз — в 1945 году как «Крепость Бреслау» (нем. Festung Breslau.).

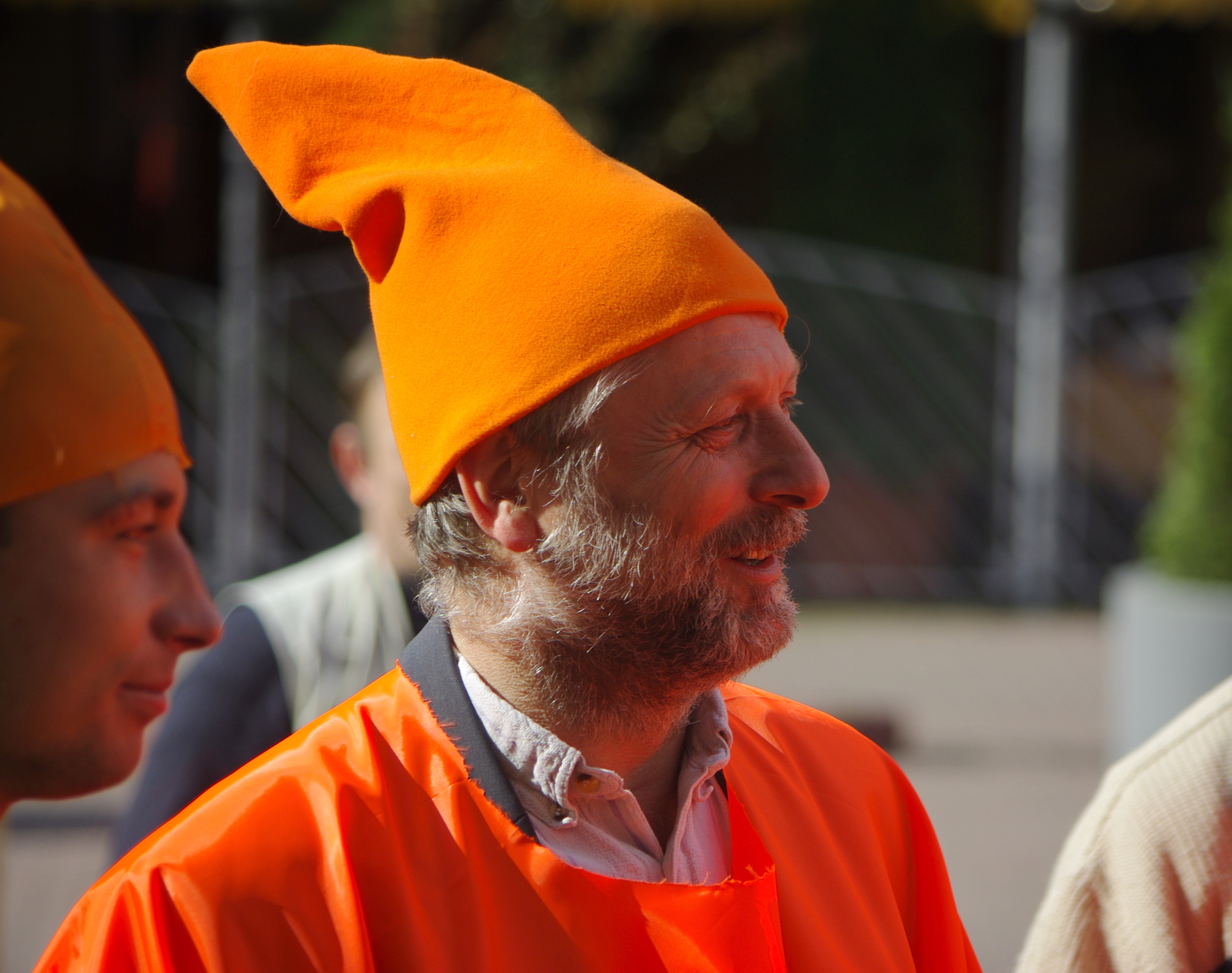
Вальдемар Фидрих

Впервые названием Оранжевая альтернатива было озаглавлено заявление, выпущенное во время сидячей забастовки в здании философского факультета Вроцлавского Университета — с сентября по декабрь 1981 года. В «Социалистическом сюрреалистическом манифесте», который, по словам забастовочного комитета, «отражал высшие цели забастовки», впервые были представлены тезисы социалистического сюрреализма, который представлял собой главное теоретичное оружие будущей группы Оранжевая альтернатива.
Первой известной акцией Оранжевой альтернативы было рисование гномов на стенах главных польских городов. По словам Фидриха, впервые он отважился на рисование гномов в ночь с 30 на 31 августа 1982 года вместе со своим приятелем Веславом Цупалой, на одном из домов вроцлавского района Бискупин и на стене трансформаторной будки в районе Семпольно; третьего гнома Цупала нарисовал наутро на телефонной будке в Семпольно. Гномы, появлявшиеся на пятнах краски, которой милиционеры закрашивали антикоммунистические надписи, вызвали среди местных жителей множество домыслов и слухов. Изображение гнома стало с тех пор символом Оранжевой альтернативы, а её создатели даже вывели шуточную теорию, согласно которой первоначальная надпись на стене символизировала некий тезис, закрашивание надписи — антитезис, а гном на пятне краски — синтез (отсылка на марксистскую и гегельянскую диалектику).
По мотивам символики Оранжевой альтернативы во Вроцлаве установлено несколько сотен бронзовых гномов, являющихся ныне достопримечательностью города.

## Вторая половина 1980-х годов

### Вроцлав
Подлинную славу Оранжевая альтернатива обрела всё же во второй половине восьмидесятых, когда к её организаторам присоединилось много молодых людей, для которых официальная формула действий «Солидарности» оказывалась слишком скучной либо недостаточной.
Переломным моментом была публикация в Village Voice статьи об акции бесплатной раздачи дефицитной во времена кризиса туалетной бумаги, проводившейся во время фестиваля Открытого Театра во Вроцлаве. Оранжевая альтернатива стала тогда объектом интереса не только польских, но и заграничных СМИ (о её акциях сообщала даже пресса Объединённых Арабских Эмиратов). Акции Оранжевой альтернативы вызвали симпатию оппозиции, коей в тот момент была находящаяся в подполье «Солидарность».
Первые хэппенинги Оранжевая альтернатива организовала в 1986 году, а наибольшую известность из них получили организованные во Вроцлаве в течение 1987—1988 годов, которые все были приурочены к настоящим или вымышленным событиям и праздникам. Хэппенинги относились к польской действительности, а их мемами были главные официальные политические события, политические лозунги, празднования очередных годовщин и прочие государственные праздники.
За свою деятельность вроцлавская Оранжевая альтернатива в декабре 1988 года была награждена знаменитым польским режиссёром Анджеем Вайдой. Награду, в присутствии в том числе Яцека Куроня, Бронислава Геремека, Витольда Лютославского и других, получила делегация Оранжевой альтернативы (в том числе Майор, а также Ханка и Здзихо (Ханна и Дариуш Душиньские) из неформальной группы «Семейка» (Rodzinka)).
Наиболее известными акциями Оранжевой альтернативы являются:
- «Тубы, или задымлённые города» / Tuby, czyli zadymianie miasta (1 апреля 1986);
- «Праздник Горшков» / Święto Garnków (1 апреля 1987);
- «Гномы на Свидницкой» / Krasnoludki na Świdnickiej (1 июня 1987);
- «Precz z U-Pałami»[1] /Precz z U-Pałami (июль 1987);
- «Антивоенный почин» / Czyn Antywojenny (1 сентября 1987);
- «Туалетная бумага» / Papier Toaletowy — так называемая первая раздача (1 октября 1987);
- «День милиционера» / Dzień Milicjanta (7 октября 1987);
- «День террориста, или Аль-Фатах» / Dzień Terrorysty czyli Al Fatah (11 октября 1987);
- «День армии, или Манёвры Дыни под майонезом» / Dzień Wojska czyli Manewry Melon w majonezie (12 октября 1987);
- «Кто боится туалетной бумаги?» / Kto się boi Papieru Toaletowego? — так называемая вторая раздача (15 октября 1987);
- «Канун Октябрьской революции» / Wigilia Rewolucji Październikowej (6 ноября 1987); (1000 участников)
- «Референдум на Свидницкой» / Referendum na Świdnickiej (27 ноября 1987); (1500 участников)
- «День Святого Миколая» / Dzień Mikołaja (6 декабря 1987); (2000 участников)
- «РИО-бочий карнавал» / Karnawał RIO-botniczy (16 февраля 1988); (5000 участников)
- «День тайного агента» / Dzień Tajniaka (1 марта 1988);
- «Женский день» / Dzień Kobiet (8 марта 1988); закончился арестом Майора Вальдемара Фидриха сроком на 2 месяца.
- «День весны» / Dzień Wiosny (21 марта 1988); (10.000 участников)
- «Дело Майора» / Proces Majora (29 марта 1988); — кассационный судебный процесс по делу Майора, на котором тот был признан невиновным и выпущен на свободу
- «День здравоохранения» / Dzień Służby Zdrowia (7 апреля 1988);
- «День Победы» / Dzień Zwycięstwa (9 мая 1988); Открылись выставки Оранжевой альтернативы в подполье и вокруг костёла Св. Мартина
- «Революция гномов» / Rewolucja Krasnoludków (1 июня 1988); (15.000 участников)
- «Встреча на Свидницкой» / Powitanie na Świdnickiej (19 июня 1988);
- «Братская помощь вечно жива» / Bratnia Pomoc wiecznie żywa (19 августа 1988) (под горой Снежка около польско-чешской границы, за два дня до 20-й годовщины вторжения войск Варшавского договора в Чехословакию;
- «Квартирка на Свидницкой» / Mieszkanko na Świdnickiej (21 октября 1988);
- «Октябрьская революция» / Rewolucja Październikowa (7 ноября 1988);
- «Канун великой годовщины» / Wigilia wielkiej rocznicy (12 декабря 1988);
- «Карнавал, или Селёдка на Свидницкой» / Karnawał czyli Śledzik na Świdnickiej (7 февраля 1989);
- «Похороны Сталина или Похороны самого себя» / Pogrzeb Stalina albo Pogrzeb Sobie Sam (21 марта 1989)
- «FSO, или Фестиваль современного искусства»[2] / FSO, czyli Festiwal Sztuki Obecnej (1 июня 1989) закончился концертом групп: Kormorany, Big Cyc и Kult;
- «Karnawał Żebraczy» / Karnawał Żebraczy (12 февраля 1990); (5000 участников)
- «Похороны гномов» / Pogrzeb Krasnoludków (1 июня 1990);

Акции Оранжевой альтернативы — хотя её организаторы и многие участники придерживались нередко анархистских взглядов — не были идеологическими. Никакие серьёзные требования во время них не выдвигались, а скандируемые лозунги были скорее сюрреалистичными (например, «Без гномов нет свободы!») и зачастую перефразировали известные лозунги «Солидарности». Они обнажали абсурд системы через пародию и заставляли задуматься.
Благодаря открытому формату акции, к ней могли присоединяться различные группы и деятели, а также простые прохожие. По этой же причине практически каждая акция, проводившаяся в то время, собирала до нескольких тысяч человек — из которых большинство составляли как правило обычные прохожие. Кульминационным пунктом истории Оранжевой альтернативы был «Марш гномов» 1 июня 1988 года, когда на улицы Вроцлава вышли несколько тысяч человек, одетых в оранжевые шапочки либо что-то похожее на них.
Хэппенинги часто заканчивались задержанием особо активных участников милицией за нарушение общественного порядка. Им удавалось спровоцировать власти на такие действия, как арест переодетых в Святого Миколая людей, либо задержание всех людей, которые имели на себе что-нибудь оранжевое.
Оранжевая альтернатива также раздавала листовки, в которых в шутливой форме описывала прошедшие ранее акции и призывала к участию в будущих, используя при этом самими придуманную квази-артистичную терминологию. В этих листовках провозглашались такие тезисы как, к примеру, признание милиционера произведением искусства. Провозглашались придуманные лозунги, якобы из «народного творчества», такие как «Гражданин, помоги милиции, побей себя сам!» или же «Сотрудников милиции просим поддержать сотрудников госбезопасности, и уйти в подполье».
В публичных высказываниях Фидрих так например, комментировал деятельность своих товарищей:
- Людям на Западе больше скажет о ситуации в Польше информация о том, что меня арестовали за раздачу женщинам прокладок, нежели чтение книг и статей, написанных другими оппозиционерами.
- Как можно воспринимать всерьёз сотрудника правопорядка, который спрашивает тебя: «Зачем вы участвуете в незаконном собрании гномов?»
- В Польше только в трёх местах человек может чувствовать себя свободным: в костёле, но только в молитве; в заключении, но не все могут оказаться в заключении; на улице: улица даёт больше всего свободы.